# Kineziológiai tapasz

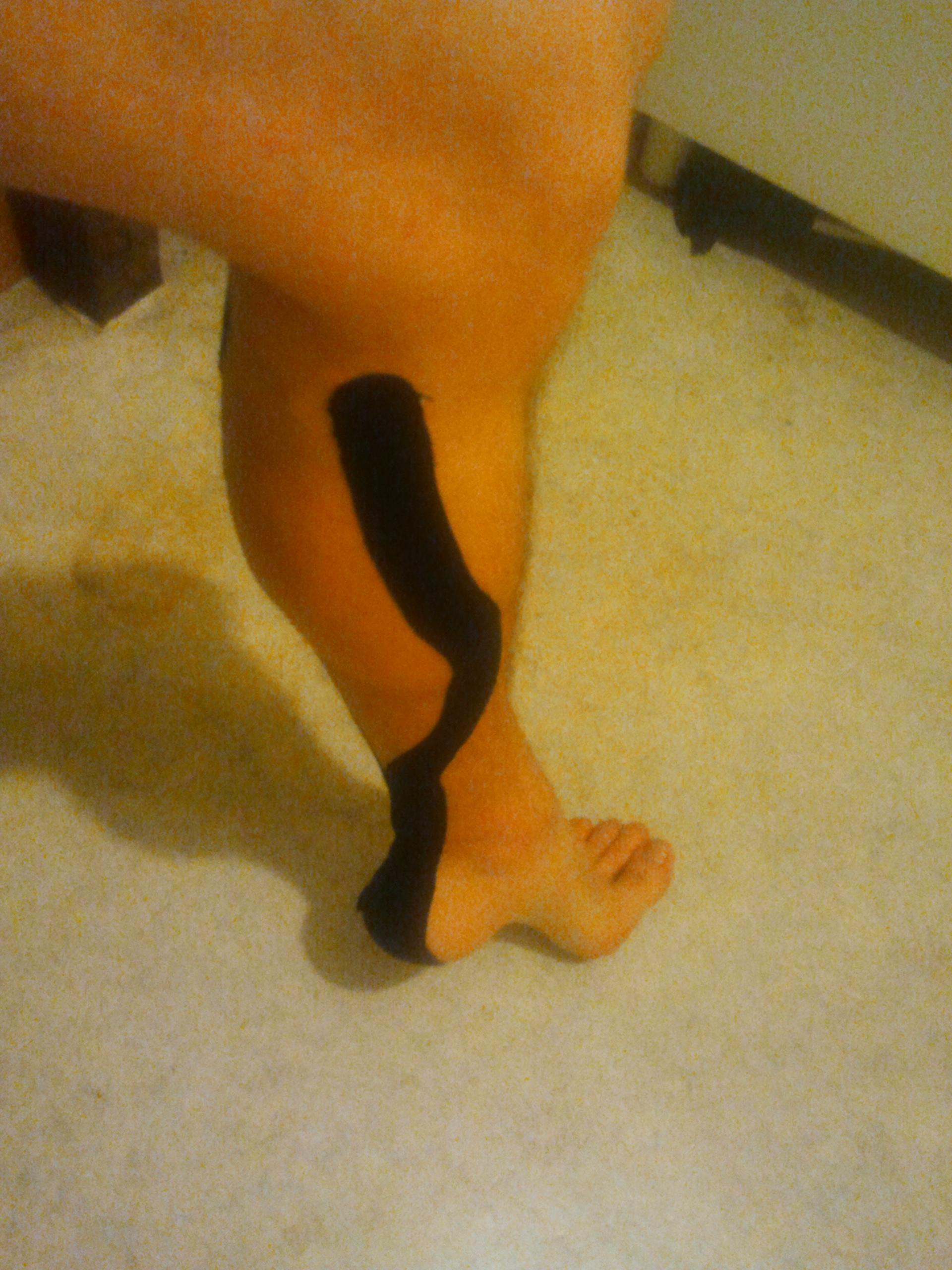
Kineziótapasz alkalmazása lábon.

A kineziológiai tapasz (angolul kinesiology tape, kiejtése: [kəˌniziˈɑlədʒi teɪp]) vagy röviden kineziótapasz (angolul kinesio tape) egy gyógyászati segédeszközként használt rugalmas, pamutalapú ragtapasz, melyet főként sportolók használnak. Alkalmazását javasolják sportsérülések (ficam, húzódás), gerincferdülés, ízületi gyulladás, általában mindenféle mozgásszervi sérülések, betegségek és rendellenességek esetén, de még migrénre vagy menstruációs görcsre is. 
Habár már 1979-ben feltalálták és még az élsportolók között is vannak hívei, a placeboeffektuson túli hatásosságára nincs bizonyíték, a hatásmechanizmusára alkotott elméletek pedig gyenge lábakon állnak. Egy 2012-es metaanalízis szerint a kinesio taping nem mutat klinikailag releváns fájdalomcsillapító hatást. A tanulmány szerint lehetséges, hogy a tapasznak van némi jótékony hatása az erőkifejtésre és a mozgási tartományra sérülést követően, de ennek igazolására további vizsgálatokat tart szükségesnek. Egy további következtetése a közleménynek, hogy a tapasznak alapvető hatása van az izomműködésre, de az már nem volt egyértelmű, hogy ez a hatás jótékony-e vagy káros.